# 태청 (양)
태청(太淸/太清, 547년 5월 ~ 549년)은 양(梁) 무제(武帝) 소연(蕭衍)의 일곱번째 연호이다. 2년 8개월 동안 사용하였다. 
549년 5월, 무제가 후경(侯景)에 의하여 유폐된 후에 아사(餓死)하였다. 무제 사후 무제의 뒤를 이어 즉위한 간문제(簡文帝)가 남은 8개월 동안 이어서 사용하였으며 550년에 개원하였다. 후에 원제(元帝)가 되는 상동왕(湘東王) 소역(蕭繹)과 무릉왕(武陵王) 소기(蕭紀) 등의 번왕 세력들은 후경이 옹립한 간문제를 정식 군주로 인정하지 않았으며, 간문제의 연호인 대보(大寶) 연호 대신 태청 연호를 칭제 건원 하기 전까지 이어서 사용하였다. 《양서》(梁書) 등의 역사서에는 황태자 신분으로 즉위한 간문제를 정식 군주로 인정하여, 원제가 연호를 승성으로 개원 하기 전 시기를 대보 연호로 기록되고 있다. 

## 개원
- 중대동(中大同) 2년 4월 21일[1](547년 5월 25일)에 연호를 태청(太淸)으로 개원함.[2][3][4][5]

- 태청(太淸) 4년 1월 1일[6](550년 2월 2일)에 연호를 대보(大寶)로 개원함.[7][8][9][5]

- 태청(太淸) 6년 4월 8일[10](552년 5월 16일)에 무릉왕 소기가 칭제 후, 연호를 천정(天正)으로 개원함.[11][8][12][5]

- 태청(太淸) 6년 11월 12일[13](552년 12월 13일)에 하동왕 소역이 황제 즉위 후, 연호를 승성(承聖)으로 개원함.[11][8][12][5]

## 연대 대조표
| 태청        | 원년            | 2년        | 3년        | 4년             | 5년        | 6년             |
| 서기        | 547년           | 548년      | 549년      | 550년           | 551년      | 552년           |
| 간지        | 정묘(丁卯)      | 무진(戊辰) | 기사(己巳) | 경오(庚午)      | 신미(辛未) | 임신(壬申)      |
| 동위 (東魏) | 무정(武定) 5년  | 6년        | 7년        | 8년             | -          | -               |
| 북제 (北齊) | -               | -          | -          | 천보(天保) 원년 | 2년        | 3년             |
| 서위 (西魏) | 대통(大統) 13년 | 14년       | 15년       | 16년            | 17년       | 폐제(廢帝) 원년 |

## 동시대 연호

### 한국
신라(新羅)
- 건원(建元) (536년 ~ 551년)
- 개국(開國) (551년 ~ 568년)

### 중국
동위(東魏)
- 무정(武定) (543년 ~ 550년)

북제(北齊)
- 천보(天保) (550년 ~ 559년)

서위(西魏)
- 대통(大統) (535년 ~ 551년)

고창국(高昌國)
- 장화(章和) (531년 ~ 548년)
- 영평(永平) (549년 ~ 550년)
- 화평(和平) (551년 ~ 554년)

기타 정권
- 소정덕(蕭正德) 정평(正平) (548년 ~ 549년)
- 후경(侯景) 태시(太始) (551년 ~ 552년)

### 베트남
전 리 왕조(前李朝)
- 티엔득(天德) (544년 ~ 548년)

## 같이 보기
- 다른 왕조의 같은 연호
  - 전량(前凉) 태청(太淸, 363년 ~ 376년) - 전량의 비공식 연호

- 중국의 연호 목록